# 黑龙口水库
黑龙口水库是中国湖北省随州市境内的一座水库，位于府河上游搓水上，建于1958年。水库正常库容为1355万立方米，集雨面积为14.5平方千米，海拔为166.6米。